# Sphex semifossulatus
Sphex semifossulatus är en biart som beskrevs av Jacobus van der Vecht 1973.
Sphex semifossulatus ingår i släktet Sphex och familjen grävsteklar. Inga underarter finns listade i Catalogue of Life.